# دارة مائعية متكاملة
دارة مائعية متكاملة (بالإنجليزية: Integrated fluidic circuit)‏ (آي.إف.سي) (IFC) هي أحد أنواع الدارات المتكاملة باستخدام الموائع.

## اقرأ أيضا
- (بالإنجليزية) موائع [الإنجليزية]

## وصلات خارجية
- Fluidigm Technology